# 瑕辟
瑕辟（英語：Harpic），於1932年在英國建立，是利潔時公司旗下的廁所清潔用品品牌，現於非洲、中東、南亞、亞太、歐洲及美洲市場都有售賣，產品系列包括清潔液、片劑、濕巾、刷子系統、馬桶和水箱塊。

## 歷史
原本的潔廁液由哈利·皮克（Harry Pickup）發明，Harpic是其名字的縮寫。他亦發明了Oxypic，一種用於鑄鐵加熱系統內的密封膠。

## 軼聞
2021年3月，香港食物及衞生局局長陳肇始向傳媒解釋「復必泰」疫苗藥瓶封蓋存有包裝瑕疵時，將瑕疵讀成瑕辟，引來一時熱論。